# Rio Driva
O rio Driva é um rio da Noruega. Percorre os condados de Sør-Trøndelag e Møre og Romsdal. Nasce nas montanhas Dovrefjell no sul, correndo para norte ao longo do vale Drivdalen no município de Oppdal. Em Oppdal vira para oeste pelo vale Sunndalen até ao Sunndalsfjord em Sunndalsøra no município de Sunndal. Algumas povoações nas suas margens são Grøa, Hoelsand, e Lønset. Em Gjøra muda de nome para Sunndalselva (rio Sunndal).
O rio Vinnu e as quedas de água Vinnufossen são afluentes do rio Driva.

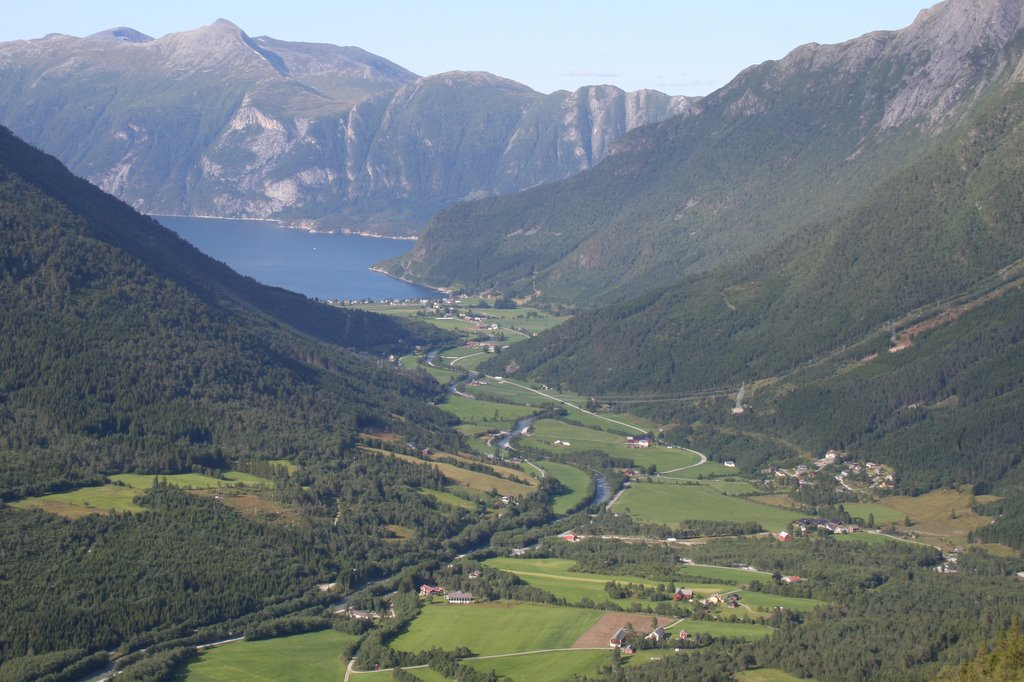
O vale dos últimos quilómetros do rio Driva